# Endrosa atrophila
Endrosa atrophila là một loài bướm đêm thuộc phân họ Arctiinae, họ Erebidae.